# Fontalóvskaia
Fontalóvskaia - Фонталовская (rus) - és una stanitsa del krai de Krasnodar, a Rússia. Es troba a la península de Taman, terra endins entre la costa de la badia de Taman i la de la mar d'Azov, a 39 km al nord-oest de Temriük i a 164 km a l'oest de Krasnodar, la capital.
Pertanyen a aquest municipi les poblacions de Volnà Revoliutsi, Kutxuguri i Iubileini.